# Nepokoje na Šluknovsku 2011

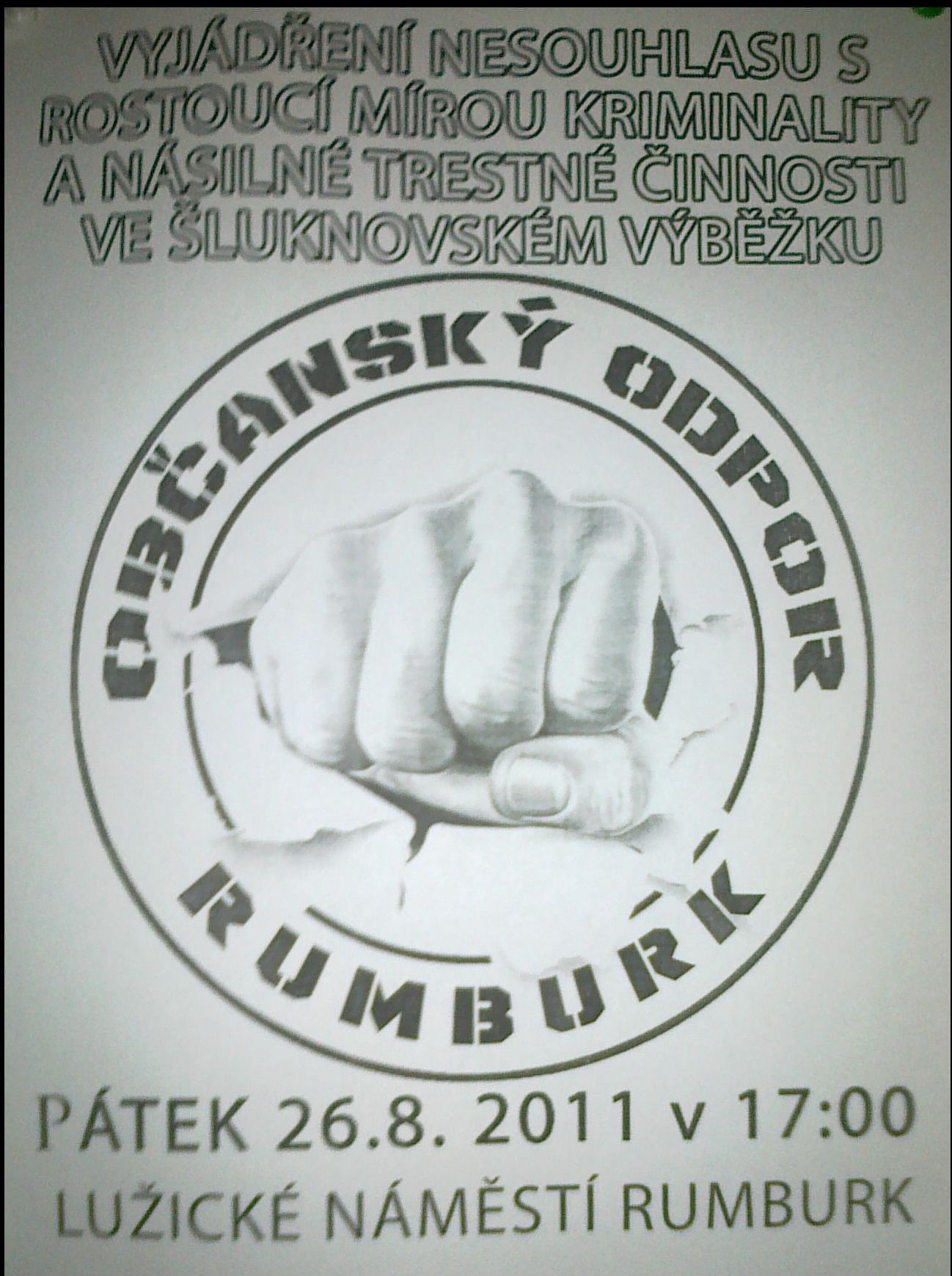
Leták s neonacistickými výrazovými prostředky oznamující demonstraci v Rumburku dne 26. srpna 2011

Demonstrace ve Varnsdorfu jsou následkem neřešené zvýšené kriminality a stěhování nepřizpůsobivých občanů 
realitními kancelářemi do Šluknovského výběžku. Protestujícím jde o řešení zvýšené kriminality ve městě, o změnu legislativy České republiky, která by měla za následek její potlačení. Dále se jim jedná o posílení početního stavu policie České republiky ve městě.
V dne 30. května 2011 starostové měst Šluknovska žádali dopisem premiéra Petra Nečase o pomoc při řešení bezpečnostní situace ve Šluknovském výběžku. S odpovědí, kterou dostali od premiéra, ministra vnitra a sociálních věcí, byli velice nespokojeni. Sdružení pro rozvoj Šluknovska se sešlo na mimořádném zasedání za účasti senátora Jaroslava Sykáčka, poslance Jaroslava Foldyny, předsedy parlamentního výboru pro obranu a bezpečnost Františka Bublana a krajského policejního ředitele Jiřího Vorálka, kde znovu vyzvali ministry a premiéra k návštěvě Šluknovského výběžku.
Impulsem k demonstracím se stal útok mačetami na osazenstvo herny v Novém Boru v okrese Česká Lípa dne 7. srpna 2011 a útok skupiny dvaceti Romů v Rumburku dne 21. srpna 2011 ráno na šest mladíků. Dle bezpečnostních kamer jeden z Romů v Novém Boru po mačetovém útoku řekl: "Tak jsme to těm bílejm hlavám nandali,"
Demonstrace ve Varnsdorfu dne 26. srpna 2011 a 2. září 2011 svolal Lukáš Kohout, který se proslavil jako falešný asistent ministra zahraničních věcí Jana Kavana. Sobotní demonstraci dne 3. září 2011 svolalo neonacistické hnutí Svobodná mládež, které to však později popřelo.
Dne 26. září navštívila Šluknovský výběžek, města Šluknov a Rumburk, vládní zmocněnkyně pro lidská práva Monika Šimůnková spolu s ministrem vnitra Janem Kubicem a s policejním ředitelem Petrem Lessym. Monika Šimůnková navštívila Šluknovský výběžek znovu 1. září 2011.
Server Romea.cz začal používat při popisu událostí k označení majoritního obyvatelstva České republiky pojem etnický Čech.
Rada města Varnsdorf přijala dne 4. září 2011 stanovisko k událostem ve městě,, které by mělo řešit na všech úrovních odsunované a neřešené problémy, které přivedly občany města do ulic. Dále se město podporuje Desatero Šluknovského výběžku.
Dle Miroslava Brože z iniciativy V Ústí neonacisty nechceme by řešením problémů sociálně vyloučených lidí byla změna loterijního zákona, legislativní úprava rychlopůjčkových společností, řešení drogové problematiky teenagerů, kteří pod vlivem drog či pod vlivem absťáku páchají trestnou činnost. Dále vytvoření pracovních příležitostí pro Romy.
V noci ze čtvrtka 8. září na pátek 9. září 2011 uspořádal Lukáš Kohout grilování u radnice ve Varnsdorfu, aby si vedení města udělalo obrázek o soužití s nepřizpůsobivými lidmi. V sobotu 10. září pořádala Dělnická strana sociální spravedlnosti v Novém Boru, ve Varnsdorfu a v Rumburku manifestace, na kterých vystoupil jejich předseda Tomáš Vandas. Manifestace v Novém Boru a v Rumburku pořádala 10. září 2011 také iniciativa Nenávist není řešením.